# Gare d'Alvdal
La gare d'Alvdal est une gare ferroviaire norvégienne de la ligne de Røros, située sur le territoire de la commune d'Alvdal dans le comté de Hedmark.
Elle fut mise en service au moment de l'inauguration de la ligne.

## Situation ferroviaire
Établie à 506 mètres d'altitude, la gare d'Alvdal est située au point kilométrique (PK) 324,23 de la ligne de Røros, entre les gares ouvertes de Hanestad et Auma.

## Histoire

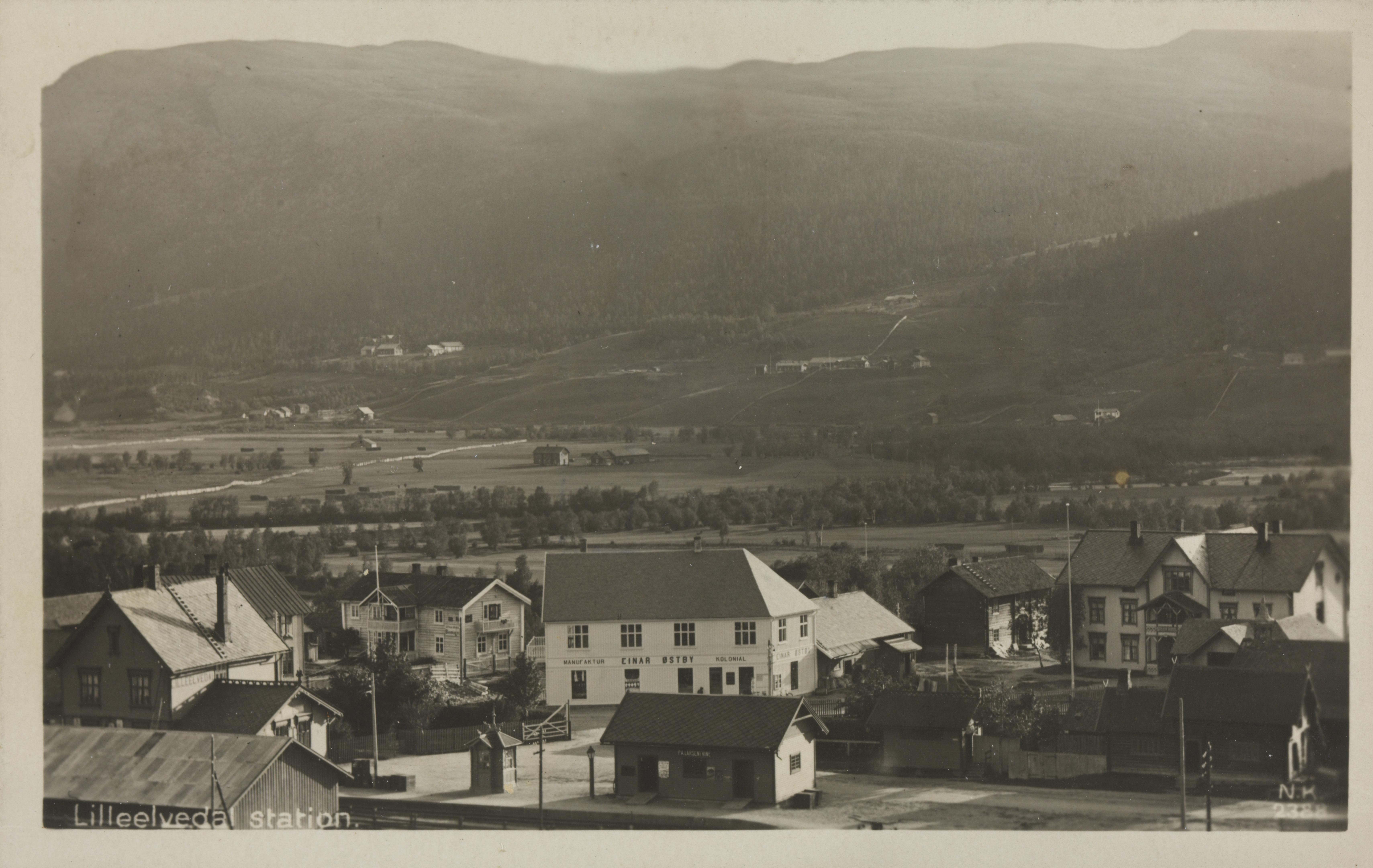
La gare à la fin des années 1910